# Otomops madagascariensis
Otomops madagascariensis (Dorst, 1953) è un pipistrello della famiglia dei Molossidi endemico del Madagascar.

## Descrizione

### Dimensioni
Pipistrello di medie dimensioni, con la lunghezza dell'avambraccio tra 60 e 65 mm, la lunghezza delle orecchie tra 30 e 35 mm e un peso fino a 29,5 g.

### Aspetto
La pelliccia è corta. Le parti dorsali variano dal marrone scuro al bruno-rossastro, con la nuca e la parte superiore delle spalle grigiastra, mentre le parti ventrali sono marroni chiare. Il muso è lungo, il labbro superiore è espansibile, ricoperto di microscopiche pliche cutanee ma privo di setole. Le orecchie sono grandi, lunghe, arrotondate, rivolte in avanti ben oltre la punta del naso ed unite lungo il margine anteriore e lungo la parte superiore del muso. È privo del trago e dell'antitrago. La coda è lunga, tozza e si estende per più della metà oltre l'uropatagio. 

### Ecolocazione
Emette ultrasuoni a basso ciclo di lavoro sotto forma di impulsi di breve durata a frequenza quasi costante con massima energia a circa 15 kHz. Tale configurazione è adatta alla predazione negli spazi aperti.

## Biologia

### Comportamento
Si rifugia in gruppi di diverse decine di individui all'interno di grotte calcaree e di arenaria. Il volo è rapido ed effettuato ad alta quota.

### Alimentazione
Si nutre di insetti, particolarmente di lepidotteri e coleotteri e in misura minore di ditteri, emitteri, eterotteri ed efemerotteri catturati in volo.

### Riproduzione
Femmine gravide sono state osservate in ottobre e novembre.

## Distribuzione e habitat
Questa specie è diffusa nella parte occidentale del Madagascar.
Vive tra gli affioramenti rocciosi tra 5 e 800 metri di altitudine.

## Conservazione
La IUCN Red List, considerato il vasto areale, classifica O.madagascariensis come specie a rischio minimo (Least Concern)).
La specie è presente in diverse aree protette tra cui il parco nazionale Tsingy di Bemaraha, la Riserva naturale integrale Tsingy di Namoroka, il parco nazionale dell'Isalo, la riserva speciale dell'Ankarana e la riserva speciale di Analamerana.